# Thomas Schmögner
Thomas Schmögner (* 21. Februar 1964 in Wien; † 1. Jänner 2025 in Wien) war ein österreichischer Komponist und Organist.

## Leben
Thomas Schmögner erhielt im Jahr 1974 seine erste musikalische Ausbildung in Klavier bei Hilde Langer-Rühl sowie in Tonsatz und Komposition bei Friedrich Neumann an der Universität für Musik und darstellende Kunst Wien. Von 1978 bis 1991 studierte er ebenda Orgel bei Herbert Tachezi sowie Cembalo bei Gordon Murray. Während dieser Zeit hatte er im Rahmen eines einjährigen Studienaufenthaltes als Stipendiat der französischen Regierung Orgelunterricht bei Daniel Roth am Strasbourg Conservatoire National de Region. Hier erlangte er im Jahr 1986 den Abschluss mit Auszeichnung „Medaille d’or à l’unanimité“. Im Jahr 1987 legte Schmögner an der Universität für Musik und darstellende Kunst Wien sein Konzertfachdiplom für Orgel und im Jahr 1991 für Cembalo, jeweils mit einstimmiger Auszeichnung, ab. Zudem belegte er Meisterkurse bei Michael Radulescu und Jean Langlais.
In den Jahren von 1987 bis 1992 leitete Schmögner die Orgelklasse der Franz-Schmidt-Musikschule in Perchtoldsdorf. Von 1990 bis 2005 übte er eine Lehrtätigkeit an der Musik und Kunst Privatuniversität der Stadt Wien in den Fächern Generalbass, Korrepetition, Notationskunde, Historischer Tonsatz und Ensemble Alte Musik aus und hatte die Professur für Orgel inne. Während dieser Zeit war er zudem Lehrbeauftragter für Cembalo und Generalbass an der Universität für Musik und darstellende Kunst Wien.

„Meine vorwiegend für Orgel verfassten Werke entstanden aus der intensiven Auseinandersetzung mit der Improvisation und sind teilweise auch aus diesen entstanden. Die archetypische Polarität zwischen strenger Ordnung des Materials und intuitiver Freizügigkeit im Entstehenlassen musikalischer Zusammenhänge prägt diese Kompositionen. Individuell werden dabei stilistische Parameter der musikalischen Aussage untergeordnet, seien diese nun streng kontrapunktisch, dodekaphonisch, seriell, minimalistisch oder experimentell. Klang und Emotion stehen in allen Werken aber immer im Vordergrund. Von den Komponisten des 20. Jahrhunderts fühle ich mich vor allem Jehan Alain, Olivier Messiaen, Anton Heiller und Michael Radulescu wesensverwandt. Neben der Komposition und Improvisation nimmt für mich auch die Bearbeitung einen wesentlichen Teil meiner schöpferischen Arbeit an der Orgel ein. Die nicht gerade große Zahl an kompositorisch bedeutenden Orgelwerken der Romantik ließ mich orgelgemäße Strukturen in Orchesterwerken Anton Bruckners oder Max Regers suchen; aus dieser Beschäftigung entstanden meine Bearbeitungen der 4. Symphonie Anton Bruckners oder der Mozart-Variationen op. 132 von Max Reger.“

Seit dem Jahr 1981 war Thomas Schmögner als Titularorganist an der Universitätskirche der Erzdiözese Wien tätig, ab 1990 bis 2005 als Organist an der Rieger-Orgel der Baumgartner Pfarrkirche St. Anna in Wien 14. seit 2005 als Privatdozent für Klavier und Orgel. Er war Vorstandsmitglied des Österreichischen Orgelforums (ÖOF).

## Auszeichnungen
- 1981: 1. Preis beim Landesjugendwettbewerb „Jugend musiziert“ Wien
- 1981: 2. Preis beim Bundesjugendwettbewerb „Jugend musiziert“
- 1982: 3. Preis beim Internationalen Interpretationswettbewerb Nijmegen
- 1983: Kompositions-Förderungspreis des Österreichischen Orgelforums für Drei Meditationen zur Passion - für historische Orgel
- 1986: 1. Preis beim Internationalen Improvisationswettbewerb Nürnberg
- 1987: Würdigungspreis des Bundeskanzleramts Österreich für Kunst und Kultur
- 1988: Würdigungspreis beim Internationalen Interpretationswettbewerb Brügge
- 1991: Würdigungspreis des Bundesministeriums für Wissenschaft und Forschung
- 2004: Kompositionsförderpreis der Republik Österreich

## Werke (Auswahl)

### Solomusik
- Sonatine in F – Solo für Klavier, op. 2 (1975)[7]
- Sonatine in G – Solo für Klavier, op. 5 (1976/1977)[7]
- Zwölf Variationen über ein eigenes Chaconne-Thema – Solo für Klavier, op. 9 (1977)[7]
- Sonate – Solo für Klavier, op. 10 (1978)[7]
- Kleine Fantasia super b-a-c-h – Solo für Orgel, op. 13 (1979)[7]
- Kleine Fantasie für Guggi – Solo für Klavier, op. 15 (1981)[7]
- Drei Wiener Orgelstücke – Solo für Orgel, op. 19 (1984)[7]
- Suite (12 Bearbeitungen) aus den „Balletti“ von Kaiser Leopold I. – Solo für Cembalo, op. 20 (1985)[7]
- Trois approches – Solo für Orgel, op. 21 (1986)[7]
- AS - C - E – Solo für Orgel, op. 27 (1987)[7]
- Intermezzo 88 – Solo für Cembalo, op. 28 (1988)[7]
- SEPT MOTETS DISPARUS – Solo für Orgel, op. 32 (1990/1996)[7]
- Transkription nach Antonio Vivaldis Concerto „La Tempesta di mare“, RV 433 – Solo für Cembalo, op. 34 (1991)[7]
- Transkription nach Johann Strauß Sohn – Walzerfolge „Neu-Wien“, op. 35 (1992)[7]
- Transkription nach Anton Bruckner – Solo für Orgel, Symphonie Nr. 4 Es-Dur („Romantische“, Fassung 1878/80), op. 36 (1993)[7]
- Transkription nach Max Reger – Solo für Orgel, Variationen und Fuge über ein Thema von Mozart für großes Orchester, op. 37 (1994)[7]
- Transkription nach Modest Mussorgsky – Solo für Orgel, „Une nuit sur le mont chauve“ (Eine Nacht auf dem kahlen Berge), op. 38 (1995)[7]
- Transkription nach Louis Vierne – Solo für Orgel, Symphonie pour orchestre en la mineur op. 24, op. 39 (1997)[7]
- Giacomo Puccini – Sette trascizioni per l’organo solo (1998)[7]
- Transkription nach Jehan Alain – Solo für Orgelpositiv, „Fantasmagorie“ (1935), op. 42 (1999)[7]
- César Franck - Symphonie d-moll – Transkription für Orgel (2000)[7]
- Introduktion und Passacaglia – Solo für Orgel (2002)[7]
- Anton Bruckner - Symphonie Nr. 9 d-moll – Solo für Orgel (2003/2004)[7]
- Transkription nach César Franck – Solo für Orgel, Symphonie pour orchestre en re mineur, op. 56 (2004)[7]
- Etwas aus der Form geratene Hologramme – Vier Stücke für Klavier solo, op. 59 (2005)[7]
- Skizze für Jonke – Ein Körperoberflächensäuberungsseifenlösungsprodukt, Solo für Klavier nach Texten von Gert Jonke (2009)[7]
- FUGA NON SOLEMNIS – Solo für Klavier (2010)[7]
- Transkription nach J. S. Bach – Solo für Orgel, „Vater unser im Himmelreich“, op. 76a (2011)[7]
- SONATE NACH HINDEMITH – Solo für Orgel, op. 92 (2012)[7]
- Praeludium g-moll nach J.S. Bachs "Pedalexercitium" – Solo für Orgel, op. 88 (2012)[7]
- LE COMBAT DE LA MORT AVEC LA MORT – Solo für Orgel (2012)[7]

### Ensemblemusik
- Rondo – Duo für Querflöte und Klavier, op. 12 (1979)[7]
- Scherzando – für Bläserquintett, op. 4 (1980)[7]
- Te Deum pro Tempore Pentecostes – Duo für zwei Orgeln, Chor und Solostimme Tenor, op. 53 (2004)[7]
- „Missa pro Defunctis“ – Trio für große Orgel, Orgelpositiv und Violoncello mit Solostimme Tenor (2008)[7]
- LE SOUPER – Quartett für zwei Violinen, Viola und Violoncello, op. 92 (2012)[7]
- Sechs Lieder – für Klavier und Solostimme Sopran nach Gedichten von Ingeborg Bachmann (2017)[7]

### Vokalmusik
- „Lauschet dem Wunder“ – Motette für gemischten Chor achtstimmig (2000)[7]
- Ave maris stella – für Frauenchor dreistimmig (2002)[7]
- Te Deum pro Tempore Pentecostes – für zwei Chöre, zwei Orgeln und Solostimme Tenor, op. 53 (2004)[7]
- GLORIA IN F – für gemischten Chor vierstimmig und Solostimme Tenor, op. 82 (2011)[7]